# Starfire (album)
Starfire est paru le 21 novembre 2000 et c'est le premier album studio de Jørn Lande. Il est composé de 5 reprises et de 5 titres de Jørn.

## Pistes
1. Starfire
2. Edge of the Blade (reprise de Journey)
3. Break It Up (reprise de Foreigner)
4. The Day the Earth Caught Fire (reprise de City Boy)
5. Burn (reprise de Deep Purple)
6. End Comes Easy
7. Just the Same (reprise de Jefferson Starship)
8. Abyss of Evil
9. Forever Yours
10. Gate of Tears

## Musiciens
- Jorn Lande - voix
- Tore Østby - guitare, basse
- John Macaluso - batterie
- Dag Stokke - synthétiseur